# Juventud Rebelde
Juventud Rebelde es un periódico cubano, perteneciente a la Unión de Jóvenes Comunistas.
El 21 de octubre de 1965, Fidel Castro describió al periódico como "... un periódico destinado fundamentalmente a la juventud, con cosas que le interesen a la juventud, pero que debe tratar de ser un periódico de calidad y que las cosas que allí se escriban puedan interesar también a todos los demás".

## Historia
El 21 de octubre de 1965, en el resumen de las actividades con motivo del V aniversario de la integración del Movimiento Juvenil Cubano y de la inauguración de los primeros Juegos Deportivos Nacionales, el Comandante en Jefe Fidel Castro Ruz anunció el surgimiento de un nuevo diario que tenía como antecedentes históricos a la revista Mella (semanario) y al Diario de la Tarde, y que debía recoger y continuar las tradiciones combativas y ejemplarizantes de la prensa juvenil cubana.
En aquella ocasión, Fidel Castro dialogó en el estadio Pedro Marrero con militantes de la Unión de Jóvenes Comunistas (UJC) de las provincias occidentales y surgió, como simbiosis del significado de los nombres propuestos, el de Juventud Rebelde que fue aprobado unánime y democráticamente. Desde entonces sus páginas han exhibido los sucesos más trascendentales de Cuba y el mundo.
El primer ejemplar circuló el 22 de octubre de 1965 con 16 páginas a tamaño tabloide, e impreso a tres tintas (rojo, azul y negro), y se mantuvo con este formato durante casi tres meses, hasta el 14 de enero de 1966, pues de una tirada inicial de 65.000 ejemplares bajó a 45.000. Un mes después de pasar al tamaño "sábana" (broadsheet), la tirada aumentó a 80.000 copias. Juventud Rebelde se inició como vespertino en la capital y matutino en el resto del país con dos ediciones: la primera para el interior y la segunda para La Habana (aunque pudiera considerarse una sola, pues únicamente se incluía la cartelera de cine y otros espectáculos para la edición habanera).
Juventud Rebelde se caracterizó en su primera etapa por poseer un gran número de realizadores, dibujantes y diseñadores que, unidos con los de la publicación estudiantil Pionero, que radicaba en el mismo local, posibilitaron la edición de suplementos, como el humorístico (de carácter crítico) El Sable (15 de noviembre de 1965) y el cultural El Caimán Barbudo (enero de 1966), que pasó a ser más tarde publicación independiente. Aparece sustituyendo a El Sable el suplemento humorístico La Chicharra, de corta duración, y el 25 de febrero de 1969 se comenzó a editar el Dedeté (DDT) por un equipo de humoristas formados en el periódico.
En los primeros meses de 1968 empezó el tiraje real de dos ediciones: la primera para la capital (vespertina) y la segunda (matutina), que se confeccionaba horas después, y era distribuida en el resto del país. Además, el periódico editó numerosos tabloides especiales, como por ejemplo, para el VII aniversario de la integración del Movimiento Juvenil Cubano (en cuatricromía, octubre de 1967), Juegos Olímpicos de México 1968, Apolo 11, Lunajod I, Resumen del XI Festival de la Juventud y Estudiantes (con 48 páginas a cuatro tintas), etc.
El 1 de junio de 1969, Juventud Rebelde dejó de publicarse los sábados para circular los domingos como matutino para todo el país, apareciendo así la edición dominical de Juventud Rebelde.
En 1969, Juventud Rebelde creó la Escuela Nacional de Corresponsales con una matrícula de 18 compañeros, cuatro de La Habana y el resto de las demás provincias, y mantuvo la circulación del Boletín Télex con información útil para los corresponsales juveniles del periódico de toda la isla. A su vez, Juventud Rebelde diseñó y confeccionó en sus inicios el periódico Hasta la Victoria Siempre para la Isla de la Juventud.
El 1 de marzo de 1972, Juventud Rebelde comenzó a imprimir tres ediciones: la primera para La Habana, la tercera para las entonces provincias de Camagüey y Oriente, y la segunda para las restantes. El 1 de diciembre de ese mismo año surgió una cuarta edición (con el nombre de la tercera), de martes a sábado, dedicada a los estudiantes de La Habana y de las escuelas rurales de la Isla de la Juventud, con énfasis en las noticias estudiantiles.
En varias ocasiones, Juventud Rebelde utilizó la cuatricomía: en diciembre de 1975, en los números dedicados al I Congreso del Partido; en diciembre de 1976, cuando ocurrió la Asamblea Nacional del Poder Popular; y en 1977, durante el III Congreso de la UJC, entre otros.
En 1977 del seno de Juventud Rebelde surgió Somos Jóvenes, revista bimestral juvenil que se independizó poco después.
El 11 de enero de 1987 Juventud Rebelde pasó a imprimirse en off-set en su nuevo local del Combinado Poligráfico de Periódicos Granma y vuelve a ser tabloide después de 22 años, ahora con formato A-3.
Desde 1987 hasta 1990 se editaron con periodicidad y en distintos momentos varios suplementos como Teleguía (con la cartelera de TV), LPV (deportivo), Permiso (cultural), Modas y Modos, CT-21 (científico-técnico).

### Transición a semanario
A partir del 1 de octubre de 1990, por imperativos del "Período Especial en Tiempos de Paz" (marcado por el desmoronamiento de la Unión Soviética y la reducción del papel, entre otros), Juventud Rebelde pasó a ser semanario único que circulaba los domingos en todo el país, y en su última página insertó el suplemento humorístico DDT. Dos años después, en 1992, Juventud Rebelde dispone de Correo Electrónico y por esta vía llega a todo el mundo.
El primer ejemplar de Juventud Rebelde con las imágenes completamente digitalizadas e impreso mediante láser para hacer el pase a plancha se edita el 22 de diciembre de 1996, abriendo con ello para Cuba un nuevo camino: la transmisión de los originales a las impresoras situadas en provincias (inicialmente a Villa Clara y después a Holguín).
La empresa editora de Juventud Rebelde comienza a publicar el 30 de enero de 1994 el semanario Opciones, con carácter financiero, cultural y turístico, convirtièndose en la primera publicación cubana destinada, fundamentalmente, a los hombres de negocios interesados en las ofertas inversionistas del país, empresarios nacionales y cuerpo diplomático acreditado en Cuba.
Desde el punto de vista económico, el semanario Opciones contribuye a financiar en divisas algunos gastos de su progenitor Juventud Rebelde y su propia tirada.
Nace también en estos tiempos Rebelde en Rebelde, programa radial que cada domingo sale al aire de 9:00 a. m. a 12:00 m., por Radio Rebelde, la mayor emisora de Cuba, coincidiendo con la circulación de ambos semanarios. Durante tres horas sus conductores y los periodistas autores de los trabajos más importantes amplifican el alcance de los materiales con invitados especiales y no pocas anécdotas sobre su realización y origen.
Juventud Rebelde también forma parte de la red de periódicos que mensualmente reproduce en sus páginas la obra de un autor iberoamericano para permitir el acceso a la lectura de las grandes masas, proyecto que auspician la UNESCO y el Fondo para la Cultura de México.
Desde el 4 de julio de 1997, comenzó a circular en Internet la edición digital de Juventud Rebelde y el 28 de enero de 1998 también lo hace Opciones. Actualmente también se elabora diariamente una edición digital de Juventud Rebelde.
A medida que la economía del país se fue recuperando, algunos de los medios de prensa más importantes vuelven a su periodicidad anterior e incluso, en algunas ediciones, aumentan el número de páginas. Así sucedió con Juventud Rebelde, quien volvió a editarse a editarse seis días a la semana desde el 14 de marzo de 1999, y además elabora diariamente una edición digital.
Ha sido un medio muy abierto a las colaboraciones de los estudiantes de Periodismo, de la Universidad de La Habana. Alumnos del grupo 2, de 2.º año, pasaron por allí en el primer semestre del curso anterior.

### Actualidad
Actualmente, la editora dispone de unos 160 trabajadores y cuenta con un personal de periodistas, fotógrafos, humoristas, diseñadores y realizadores de alta profesionalidad. Para el procesamiento y análisis de la información se dispone de los equipos Internacionales, Deportes, Cultura y Nacionales.
También figuran los departamentos de Documentación (con archivo, traducción e investigadores), Fotografía, Diseño-composición, suplemento humorístico DDT, y Correctores; mientras que se reciben informaciones provenientes de diez agencias de prensa internacionales y una nacional y tiene corresponsales propios en diez de las 14 provincias cubanas.

## Línea editorial
"El periódico de la juventud cubana", como a veces se le llama oficialmente, publica toda clase de noticias de Cuba y el resto del mundo, así como importantes artículos que contribuyen a que la juventud cubana conozca de temas sexuales, deportivos, políticos, sociales y económicos contribuyendo de una manera eficiente la tarea de divulgar noticias con el enfoque oficial y llevar a cabo el adoctrinamiento político de los más jóvenes. 
Su oficialismo no le permite, en ocasiones, dar lugar a polémicas y críticas a la sociedad cubana con las que el periodismo cumpliría una función social revolucionaria.

## Directores
- 1965-1967 Miguel Rodríguez Varela
- 1967-1969 Félix Sautié
- 1969-1971 Ángel Guerra
- 1971-1982 Jorge López Pimentel
- 1982-1986 Jacinto Granda
- 1987-1990 José Ramón Vidal
- 1990-1992 Bruno Rodríguez Parrilla
- 1992-1993 Jesús Martínez Beatón
- 1993-1997 Arleen Rodríguez
- 1997-2009 Rogelio Polanco Fuentes
- 2009-2013 Pelayo Terry Cuervo
- 2013-2016 Marina Menéndez Quintero
- 2016-2018 Yailin Orta Rivera
- 2018-a la actualidad Yoerky Sánchez Cuellar